# Rehragout-Rendezvous
Rehragout-Rendezvous ist eine deutsche Kriminalkomödie aus dem Jahr 2023 von Ed Herzog. Es ist der neunte Teil der Heimatkrimi-Filmreihe um den Polizisten Franz Eberhofer nach den Romanen von Rita Falk. Der Film kam am 10. August 2023 in die deutschen Kinos.

## Handlung
Vor neun Monaten hat Oma Eberhofer erklärt, ab sofort in den Ruhestand zu gehen und nicht mehr für die Bewohner des Hofes zu kochen, zu putzen und Wäsche zu waschen. Während sie seitdem in der WG der Mooshammer Liesl wohnt, führen die verbleibenden Hofbewohner den Haushalt mehr schlecht als recht weiter. Die Oma nimmt sogar Fahrstunden, um immer unabhängig von ihrer Familie ihre Gutscheine wie vom Billinger einlösen zu können.
Als Großbauer und Immobilienmagnat Lorenz Steckenbiller von seinem Sohn Simon und dessen Frau als vermisst gemeldet wird, schenkt Franz dem zunächst wenig Beachtung. Doch sein Freund Rudi Birkenberger will die ausgesetzte Belohnung kassieren. Susi hat die Vertretung des Bürgermeisters übernommen, der mit einem gebrochenen Bein im Krankenhaus liegt, und reduziert Franz’ Posten auf eine Halbtagsstelle, damit er sich mehr um Sohn Paul und den Haushalt kümmert. Als schließlich an einem Acker ein menschliches Ohr gefunden wird, stürzt sich Franz auf den Fall. Tatsächlich werden auf dem Acker weitere Leichenteile gefunden, deren DNA mit dem vermissten Steckenbiller übereinstimmt.
Franz und Rudi erfahren, dass Steckenbiller mit den finanziellen Notlagen einiger örtlicher Bauern lukrative Geschäfte gemacht hatte. Damit fällt der Verdacht auf Kneißl, den Besitzer des Ackers. Dieser ist schwerer Alkoholiker, sein Hof heruntergewirtschaftet. Kneißl wird verhaftet, kommt aber wieder frei, nachdem die kriminaltechnische Untersuchung des Häckslers auf seinem Hof keine Spuren von Steckenbillers DNA nachweisen konnte. Franz findet auch heraus, dass Liesl ein Liebesverhältnis mit Steckenbiller hatte, der ihr als passionierter Jäger jedes Jahr zu Weihnachten ein erlegtes Reh geschenkt hatte, das sie dann zu ihrem berühmten Rehragout verarbeitete.
Da Franz Potenzprobleme hat, seitdem Susi das Rathaus übernommen hat, schleppen ihn seine Freunde, die davon erfahren haben, zu einem Schamanen. Dort hat Franz Halluzinationen, in denen ihm Kneißl von einem zweiten Häcksler erzählt, den die Polizei nicht gefunden hatte. Als Franz nach dem zweiten Häcksler suchen will, findet er Kneißl erhängt in seiner Scheune. Bei ihm wird ein Zettel mit den Worten „Ich wars.“ gefunden, was Moratschek als Geständnis wertet. Doch Franz glaubt nicht an einen Suizid, denn dafür hätte Kneißl über einen Dachbalken balancieren müssen, obwohl er nachweislich 3,4 Promille Alkohol im Blut hatte. Rudi und Franz betrinken sich und Rudi fällt bei einem Selbstversuch vom Dachbalken. Als die beiden, noch immer im volltrunkenen Zustand, ihre Erkenntnisse mit Moratschek teilen, weist dieser sie ab und beurlaubt Franz.
Auch Susi wird beurlaubt, als der Bürgermeister zurückkehrt und sich von Susis neuen Ideen, unter anderem einer Leberkässemmel-Skulptur im Kreisverkehr, alles andere als begeistert zeigt. Oma kehrt aus Mitleid mit ihrer Familie auf den Hof zurück, doch diese beschließt, Oma künftig von der Haushaltsarbeit zu entlasten.
Franz und Rudi finden heraus, dass Steckenbiller monatlich 2500 Euro Unterhalt an eine Geliebte in Südafrika gezahlt hatte, womit die Erben zu den Hauptverdächtigen werden. Doch Steckenbiller hatte den Hof testamentarisch nicht seinem Sohn, sondern Liesl vermacht. Diese macht den Steckenbillers ein Angebot: gegen eine monatliche Zahlung von 2500 Euro will sie ihnen den Hof abtreten, doch diese schlagen sie nieder und sperren sie ein. Als Franz und Rudi Liesl auf dem Steckenbiller-Hof suchen, werden sie von den Steckenbillers unter vorgehaltener Waffe ebenfalls eingesperrt. Nacheinander wollen die Steckenbillers die drei in der Güllegrube ertränken. Während Rudi als erster abgeführt wird, können Franz und Liesl sich befreien. Mit den Jagdwaffen von Steckenbiller senior können sie Sohn und Schwiegertochter überwältigen, die schließlich festgenommen werden.
Oma lässt sich zur Rückkehr auf den Hof bewegen, dafür aber zum Billinger-Markt fahren, um ihre Gutscheine einzulösen. Auf dem Weg kommt die Familie am Kreisverkehr vorbei, wo sich die Menschen um die Leberkässemmel-Skulptur und einen von Simmerl betriebenen Leberkässemmel-Verkaufsstand drängen: Susis Kreisverkehr-Marketing zeigt Wirkung. Im Billinger-Markt schlagen Oma, Papa und Leopold bei den Sonderangeboten zu, während Susi und Franz in der Camping-Abteilung in einem Zelt miteinander intim werden. Doch als Susi ankündigt, bei der nächsten Bürgermeisterwahl von Niederkaltenkirchen kandidieren zu wollen, kehren Franz’ Potenzprobleme zurück.

## Abweichungen von der Romanfassung
Die Handlung des Films weicht noch stärker als die meisten anderen Eberhofer-Verfilmungen von der Romanvorlage ab.
Die Szene, in der eine Krähe Steckenbillers Ohr im Schnabel trägt, ist aus dem bisher nicht verfilmten Roman Zwetschgendatschikomplott entlehnt, in dem eine Krähe einen abgetrennten Finger auf Rudis Balkon im Münchner Schlachthofviertel ablegt.
Im Roman ist es Liesl, die Lorenz Steckenbiller als vermisst meldet. Sie und Steckenbiller waren seinerzeit ein Paar gewesen und – gegen den Willen von Steckenbillers Eltern – um die ganze Welt gereist, bis Steckenbiller, von Heimweh und schlechtem Gewissen geplagt, nach Niederkaltenkirchen zurückkehren wollte. Sie hatte zunächst gezögert, ihren Lebenswandel aufzugeben; als sie nach Niederkaltenkirchen zurückkam, hatte Steckenbiller bereits mit einer anderen Frau eine Familie gegründet. Die Ehe von Sohn Simon und Josefina blieb im Roman kinderlos; das und die Unterhaltszahlungen an Lorenz Steckenbillers Geliebte in Südafrika hatten wiederholt zu Streitigkeiten zwischen Steckenbiller senior und den jungen Eheleuten geführt. Auch am Tag von Lorenz Steckenbillers Verschwinden hatte dieser Streit mit Sohn und Schwiegertochter gehabt. Im Anschluss daran waren Simon und Josefina ins Hotel „Heimatwinkel“ gegangen, um Josefinas Geburtstag zu feiern. Währenddessen war Liesl bei Lorenz aufgetaucht und wollte ihre Beziehung mit ihm, der seit gut einem Jahr verwitwet war, wiederbeleben. Doch Lorenz hatte sie abgewiesen und sich über sie lustig gemacht. Enttäuscht hatte sie ihn geschubst, wobei er mit dem Kopf gegen die Melkmaschine geprallt und regungslos liegengeblieben war. Liesl hatte in Panik den Stall verlassen, ohne weiter nach ihm zu sehen. Simon und Josefina hatten nach ihrer Rückkehr – jeder unabhängig vom anderen – Lorenz tot im Kuhstall gefunden. Beide hatten, jeder im Glauben, der andere habe Lorenz umgebracht, gemeinsam die Leiche im Häcksler zerkleinert und auf dem Acker – allerdings dem eigenen – verteilt. Ob Lorenz unmittelbar nach dem Sturz, in der Zeit bis zum Auffinden oder erst durch das Zerstückeln starb, bleibt im Roman offen. Franz verhaftet Liesl, jedoch nicht ohne ihr einen guten Strafverteidiger zu empfehlen.

## Entstehung und Veröffentlichung
Der Film wurde vom 12. September 2022 bis zum 11. November 2022 gedreht. Die Premiere fand am 31. Juli 2023 in München statt.  Mit rund 1,5 Millionen Kinobesuchern bis Jahresende gelang es dem Film, sich auf Rang drei der zuschauerstärksten deutschen Produktionen des Jahres zu platzieren. Die Ausstrahlung von Rehragout-Rendezvous am 22. Juli 2024 im Ersten wurde in Deutschland von 4,77 Millionen Zuschauern gesehen und erreichte einen Marktanteil von 20,4 %.

## Rezeption
Filmjournalist Dieter Oßwald zeigt sich auf Programmkino.de angetan von diesem neunten Kinostreich aus Niederkaltenkirchen: Gekonntes Timing, groteske Situationskomik samt eine Besetzung mit traditionell großer Spielfreude machen dieses „Ragout“ zum komödiantisch köstlichen Festmahl, nicht nur für Eberhoferianer und Eberhoferianerinnen.
Die dpa vermutet, dass Fans der dummen Sprüche und des Klamauks […] auf ihre Kosten [kommen]. Parodistisch überhöhtes Macho-Gehabe und flache Späße gibt es zuhauf. Und die Frankfurter Rundschau befindet, dass die Hauptfigur Susi wirkt wie das Klischee einer unbedarften Frau, obwohl der Film für eine neue Richtung stehe: Mehr Frauen-Power, weniger Toleranz für Männer-Allüren. […] Der Perspektivenwechsel tut der Geschichte tut, auch wenn manche Witze nicht mehr ganz taufrisch sind.
Lisa Maria Potthoff wurde in der Kategorie Beste Darstellerin Kino National beim Jupiter-Award 2024 ausgezeichnet.
Die Autorin der Literaturvorlage, Rita Falk, äußerte sich gegenüber dem Spiegel kritisch. Sie sagte, das Drehbuch sei zu weit von ihrer Vorlage entfernt, und bezweifelte, dass es weitere Verfilmungen geben werde. Sie finde das Drehbuch unglaublich „platt, trashig, stellenweise sogar ordinär“. Einen Tag später äußerte sie sich versöhnlich.